# Daughtry (album)
| Recensione           | Giudizio |
| -------------------- | -------- |
| AllMusic             |          |
| Digital Spy          |          |
| Entertainment Weekly | B        |
| IGN                  |          |
| JesusFreakHideout    |          |
| Q                    |          |
| Artistdirect         |          |

Daughtry è il primo album in studio del gruppo musicale statunitense omonimo, pubblicato il 21 novembre 2006 negli Stati Uniti e l'anno successivo in Europa e Australia dall'etichetta RCA Records.

## Tracce
1. It's Not Over – 3:35
2. Used To – 3:32
3. Home – 4:14
4. Over You – 3:27
5. Crashed – 3:31
6. Feels Like Tonight – 4:01
7. What I Want (feat. Slash) – 2:48
8. Breakdown – 4:01
9. Gone – 3:21
10. There and Back Again (feat. Brent Smith) – 3:15
11. All These Lives – 3:24
12. What About Now – 4:10

### iTunes Bonus Track
1. Sorry – 3:41

### Wal-Mart Bonus Tracks
1. Home (Acoustic) – 4:13
2. Crashed (Acoustic) – 3:15

### Americanidol.com Download Bonus Track
1. Wanted Dead or Alive (Bon Jovi cover) – 4:31

### UK Bonus Track
1. Breakdown (Live) – 4:02

### iTunes Deluxe Edition
1. Feels Like the First Time (Foreigner cover) – 3:24
2. It's Not Over (Live) – 4:05
3. Home (Acoustic) – 4:13
4. What About Now (Acoustic) – 4:32
5. It's Not Over (video) – 3:51
6. Home (video) – 4:16
7. Over You (video) – 3:43
8. Feels Like Tonight (video) – 4:01
9. What About Now (video) – 4:10
10. Breakdown (Live video) – 4:29
11. There And Back Again (Live video) – 6:25
12. Interview (video) – 11:30

## Classifiche

### Classifiche settimanali
| Classifica (2006)              | Posizione più alta |
| ------------------------------ | ------------------ |
| U.S. Billboard 200             | 1                  |
| Canadian Albums Chart          | 8                  |
| U.S. Billboard Top Rock Albums | 1                  |
| Official Albums Chart          | 13                 |
| New Zealand Albums Chart       | 16                 |
| Finnish Albums Chart           | 35                 |
| Australia Albums Chart         | 38                 |
| Swedish Albums Chart           | 17                 |
| French Albums Chart            | 51                 |
| Dutch Top 100 Albums Chart     | 91                 |
| Swiss Top 100 Albums Chart     | 35                 |

### Classifiche di fine secolo
| Classifica (2000-2024) | Posizione |
| ---------------------- | --------- |
| Stati Uniti            | 23        |

## Pubblicazione
| Nazione                    | Data             | Etichetta | Formato |
| -------------------------- | ---------------- | --------- | ------- |
| Stati Uniti                | 21 novembre 2006 | RCA       | CD      |
| Filippine                  | 17 gennaio 2007  | RCA       | CD      |
| Australia                  | 7 aprile 2007    | SBME      | CD      |
| Svezia                     | 6 giugno 2007    | RCA       | CD      |
| Brasile                    | giugno 2007      | BMI       | CD      |
| Regno Unito                | 20 agosto 2007   | BMG       | CD      |
| Stati Uniti Deluxe Edition | 9 settembre 2008 | RCA       | CD/DVD  |